# Episodi di The Equalizer (serie televisiva 2021) (seconda stagione)
La seconda stagione della serie televisiva The Equalizer, composta da 18 episodi, è stata trasmessa in prima visione assoluta negli Stati Uniti d'America su CBS dal 10 ottobre 2021 al 15 maggio 2022.
In Italia la stagione è stata trasmessa su Sky Investigation, canale a pagamento della piattaforma satellitare Sky, dall'11 settembre 2022 al 6 novembre 2022. In chiaro è stata trasmessa sul 20 dal 19 luglio 2024.
| nº | Titolo originale          | Titolo italiano | Prima TV USA     | Prima TV Italia   |
| -- | ------------------------- | --------------- | ---------------- | ----------------- |
| 1  | Aftermath                 | Episodio 1      | 10 ottobre 2021  | 11 settembre 2022 |
| 2  | The Kingdom               | Episodio 2      | 17 ottobre 2021  | 11 settembre 2022 |
| 3  | Leverage                  | Episodio 3      | 24 ottobre 2021  | 18 settembre 2022 |
| 4  | The People Aren't Ready   | Episodio 4      | 31 ottobre 2021  | 18 settembre 2022 |
| 5  | Followers                 | Episodio 5      | 7 novembre 2021  | 25 settembre 2022 |
| 6  | Shooter                   | Episodio 6      | 21 novembre 2021 | 25 settembre 2022 |
| 7  | When Worlds Collide       | Episodio 7      | 28 novembre 2021 | 2 ottobre 2022    |
| 8  | Separated                 | Episodio 8      | 2 gennaio 2022   | 2 ottobre 2022    |
| 9  | Bout That Life            | Episodio 9      | 9 gennaio 2022   | 9 ottobre 2022    |
| 10 | Legacy                    | Episodio 10     | 27 febbraio 2022 | 9 ottobre 2022    |
| 11 | Chinatown                 | Episodio 11     | 6 marzo 2022     | 16 ottobre 2022   |
| 12 | Somewhere Over the Hudson | Episodio 12     | 13 marzo 2022    | 16 ottobre 2022   |
| 13 | D.W.B.                    | Episodio 13     | 20 marzo 2022    | 23 ottobre 2022   |
| 14 | Pulse                     | Episodio 14     | 10 aprile 2022   | 23 ottobre 2022   |
| 15 | Hard Money                | Episodio 15     | 17 aprile 2022   | 30 ottobre 2022   |
| 16 | Vox Populi                | Episodio 16     | 24 aprile 2022   | 30 ottobre 2022   |
| 17 | What Dreams May Come      | Episodio 17     | 8 maggio 2022    | 6 novembre 2022   |
| 18 | Exposed                   | Episodio 18     | 15 maggio 2022   | 6 novembre 2022   |

## Episodio 1
- Titolo originale: Aftermath
- Diretto da: Slick Naim
- Scritto da: Terri Edda Miller e Andrew W. Marlowe

### Trama
Per rapinare una cassetta di sicurezza un gruppo di uomini assalta una banca e esce facendosi scudo degli ostaggi. Durante la sparatoria la collega del detective Dante rimane uccisa. Il rapinatore rimasto ucciso però non esiste e la cassetta di sicurezza risulta affittata con una identità rubata. Il detective chiede aiuto a Robyn per risolvere il mistero.
Delilah scopre la doppia vita condotta dalla madre.

## Episodio 2
- Titolo originale: The Kingdom
- Diretto da: Randall Zisk
- Scritto da: Zoe Robyn

### Trama
Approfittando dell'inaugurazione del centro culturale saudita di New York, Mira Shah contatta Robyn, preoccupata perché non ha più notizie del fratello Ali e la sua famiglia è stata inspiegabilmente posta sotto sorveglianza.

## Episodio 3
- Titolo originale: Leverage
- Diretto da: Eric Laneuville
- Scritto da: Keith Eisner e Erica Shelton Kodish

### Trama
Per supportare economicamente la famiglia, Malik lavora come corriere per una gang. La madre contatta Robyn preoccupata per le sue nuove strane abitudini. Quando il ragazzo viene rapito sotto i suoi occhi intuisce che è rimasto coinvolto in qualcosa di più grosso. 
Delilah partecipa alla commemorazione per Jason.

## Episodio 4
- Titolo originale: The People Aren't Ready
- Diretto da: Randall Zisk
- Scritto da: Joseph C. Wilson

### Trama
Luis è oggetto di ripetute violenze durante la detenzione in attesa di processo, fino a quando, per sfuggire alla sofferenza, tenta il suicidio. Il Nonno contatta Robyn quando il figlio attacca la procuratrice distrettuale Grafton, in quanto, nonostante un alibi, il ragazzo da due anni attende che vengano lasciate cadere le accuse. Le indagini per catturare il giustiziere vengono affidate a un nuovo detective. Per salvare le apparenze, il detective Dante è costretto ad arrestare Robyn. Harry e Melody devono quindi indagare senza di lei.

## Episodio 5
- Titolo originale: Followers
- Diretto da: Mark Polish
- Scritto da: Zoe Robyn

### Trama
Nel dark web vengono pubblicati inquietanti video di una donna ignara di essere spiata. Una coppia si attiva per tentare di identificare la vittima aprendo un gruppo di indagine su Facebook, ma invano. Decidono quindi di contattare Robyn.
Harry è stanco di nascondersi e chiede a Robyn di attivarsi per riabilitare il suo nome e "resuscitare".

## Episodio 6
- Titolo originale: Shooter
- Diretto da: Milena Govich
- Scritto da: Joe Gazzam

### Trama
Una donna, seduta ai tavoli all'aperto di un ristorante, viene freddata da un colpo esploso da lontano. È la terza vittima di un cecchino che uccide persone a caso. La procuratrice distrettuale chiede aiuto a Robyn per mettere fine alla mattanza, quando la città riceve una richiesta di tre milioni di dollari per cessare gli attacchi.

## Episodio 7
- Titolo originale: When Worlds Collide
- Diretto da: John Terlesky
- Scritto da: Rob Hanning

### Trama
Qualcuno ha attaccato il server privato di William Bishop, il mentore di Robyn alla CIA, ed ora vuole un riscatto minacciando la divulgazione dei file conservati.
Indagando, Harry scopre che si tratta solo di una copertura per recuperare un file specifico: quello con i dati e i recapiti del figlio segreto che Bishop non ha mai riconosciuto ne contattato per garantirne la sicurezza. Robyn e la squadra si mobilitano per raggiungere il ragazzo e metterlo in salvo.

## Episodio 8
- Titolo originale: Separated
- Diretto da: Neema Barnette
- Scritto da: Erica Shelton Kodish

### Trama
Pedro viene rapito dalle braccia della madre al confine tra il Messico e gli Stati Uniti. Scoperto che il figlio è stato registrato in un rifugio a New York, la donna contatta Robyn per trovarlo.
La CIA ha localizzato il covo segreto di Harry e procede all'arresto. Bishop e Robyn cercano di riabilitare il suo nome usando tutti i loro contatti.

## Episodio 9
- Titolo originale: Bout That Life
- Diretto da: Eric Laneuville
- Scritto da: Jamila Daniel

### Trama
La moglie del rapper Dilemma, in carcere per aver confessato l'omicidio del rivale Dre Bids, contatta Robyn quando viene pubblicata una canzone dove un altro rapper rivela particolari del delitto mai divulgati.

## Episodio 10
- Titolo originale: Legacy
- Diretto da: Yangzom Brauen
- Scritto da: Talicia Raggs

### Trama
Tulsa, 31 maggio 1921: una famiglia di colore viene aggredita e rapinata nella sua casa. La bisnipote dell'unica sopravvissuta contatta Robyn quando su una rivista viene pubblicata una foto di un discendete dei Fratelli Nardoni, autori del massacro, dove è visibile la cornice di un quadro sottratto durante il raid.

## Episodio 11
- Titolo originale: Chinatown
- Diretto da: Christine Moore
- Scritto da: Zoe Robyn

### Trama
La Signora Lee, proprietaria di una prospera pasticceria a Chinatown, muore in un incendio. Quando la polizia lo classifica come un incidente, Cloe, una sua affezionata dipendente, contatta Robyn, convinta si tratti di un incendio doloso.

## Episodio 12
- Titolo originale: Somewhere Over the Hudson
- Diretto da: John Krokidas
- Scritto da: Rob Hanning

### Trama
Bert Singer, contabile della famiglia mafiosa Romano, contatta Robyn per rintracciare il veicolo dove aveva nascosto il libro mastro delle attività criminali del Clan. Senza il prezioso documento l'FBI rifiuta di inserirlo nel programma protezione testimoni mettendo a rischio la sua vita.

## Episodio 13
- Titolo originale: D.W.B.
- Diretto da: Slick Naim
- Scritto da: Joseph C. Wilson

### Trama
Il detective Dante viene scambiato per un afroamericano ricercato per aggressione, picchiato e fulminato con un taser. I figli assistono impotenti quando due agenti dell'ufficio dello sceriffo della Contea di Gatling lo portano via in manette. Spaventati i bambini telefonano a Robyn che accorre in aiuto. Ma al dipartimento della sceriffo il detective non è mai stato registrato e nessuno sembra essere informato dell'arresto.

## Episodio 14
- Titolo originale: Pulse
- Diretto da: Paul Holahan
- Scritto da: Joe Gazzam

### Trama
RED FLAG. Marcela Mendez, un'agente CIA, contatta Robyn in cerca di supporto. Quando arriva sul posto la donna è morta, sulla scena del crimine Robyn prende contatto con il supervisore di Marcela, Carter Griffin.
Il detective Dante si è dimesso dopo l'arresto. Moralmente destabilizzato non sente più di poter svolgere al meglio il suo lavoro.

## Episodio 15
- Titolo originale: Hard Money
- Diretto da: Hernán Otaño
- Scritto da: Erica Shelton Kodish

### Trama
Due donne tentano una rapina al Dollar One dove lavorano, ma il piano non va a buon fine e diventano testimoni di un omicidio. Decidono quindi di contattare Robyn per risolvere il caso e tornare alla loro vita. Per curare una delle due donne rimasta gravemente ferita Robyn chiede aiuto all'ex marito.
Mason Quinn uccide William Bishop

## Episodio 16
- Titolo originale: Vox Populi
- Diretto da: Carl Seaton
- Scritto da: Zoe Robyn

### Trama
Tim Colvin viene processato per stupro e omicidio. Zia V è uno dei membri che compongono la giuria e non crede nella colpevolezza oltre ogni ragionevole dubbio. Robyn indaga sul caso per dissipare i suoi dubbi.

## Episodio 17
- Titolo originale: What Dreams May Come
- Diretto da: Millicent Shelton
- Scritto da: Rob Hanning
- Storia da: Jordan Bringert e Rob Hanning

### Trama
Mason Quinn viene rintracciato a Sebastopolis e reinstradato negli Stati Uniti. Robyn lo attende a New York per compiere la sua vendetta. 
Il padre di Delilah ha paura che la ragazza non sia sicura abitando con Robyn.
Un ragazzo contatta Robyn da Baton Rouge perché non riesce a contattare la sorella che vive a New York.

## Episodio 18
- Titolo originale: Exposed
- Diretto da: Eric Laneuville
- Scritto da: Terri Edda Miller, Andrew W. Marlowe e Joseph C. Wilson

### Trama
Alla ricerca di indizi per rintracciare nuovamente Mason Quinn, Robyn fa irruzione al consolato cubano per interrogare Omar Delgado, membro servizi segreti cubani.